# Daphnia pulex
Daphnia pulex är en kräftdjursart som beskrevs av Franz von Leydig 1860. Daphnia pulex ingår i släktet Daphnia och familjen Daphniidae. Inga underarter finns listade i Catalogue of Life.